# Kremlin Cup 1999 - Qualificazioni doppio maschile
Le qualificazioni del doppio maschile del Kremlin Cup 1999 sono state un torneo di tennis preliminare per accedere alla fase finale della manifestazione. I vincitori dell'ultimo turno sono entrati di diritto nel tabellone principale. In caso di ritiro di uno o più giocatori aventi diritto a questi sono subentrati i lucky loser, ossia i giocatori che hanno perso nell'ultimo turno ma che avevano una classifica più alta rispetto agli altri partecipanti che avevano comunque perso nel turno finale.
Le qualificazioni del doppio del torneo Kremlin Cup 1999 prevedevano 4 coppie partecipanti di cui una è entrata nel tabellone principale.

## Teste di serie
1. Guillermo Cañas /  Jan Siemerink (primo turno)

1. Nebojša Đorđević /  Oleg Ogorodov (ultimo turno)

## Qualificati
1. Andrei Pavel  /   Marc Rosset

## Tabellone

### Legenda
| - Q = Qualificato - WC = Wild card - LL = Lucky loser | - ALT = Alternate - SE = Special Exempt - PR = Protected Ranking | - w/o = Walkover - r = Ritirato - d = Squalificato |

|  | Primo turno | Primo turno                    | Primo turno                    | Primo turno | Primo turno |  |  | Ultimo turno | Ultimo turno                   | Ultimo turno | Ultimo turno | Ultimo turno |  |
|  |             |                                |                                |             |             |  |  |              |                                |              |              |              |  |
|  |             | Andrei Pavel Marc Rosset       | 3                              | 6           | 6           |  |  |              |                                |              |              |              |  |
|  | 1           | Guillermo Cañas Jan Siemerink  | 6                              | 4           | 1           |  |  |              | Andrei Pavel Marc Rosset       | 4            | 7            | 6            |  |
|  | 2           | Nebojša Đorđević Oleg Ogorodov | Nebojša Đorđević Oleg Ogorodov | 7           | 6           |  |  | 2            | Nebojša Đorđević Oleg Ogorodov | 6            | 5            | 1            |  |
|  |             | Igor Kornienko Igor' Kunicyn   | Igor Kornienko Igor' Kunicyn   | 6           | 4           |  |  |              |                                |              |              |              |  |